# حسن أباد كهنة
حسن‌ أباد كهنة هي قرية في مقاطعة تيران وكرون، إيران. عدد سكان هذه القرية هو 26 في سنة 2006.